# Реакція Бєлоусова — Жаботинського

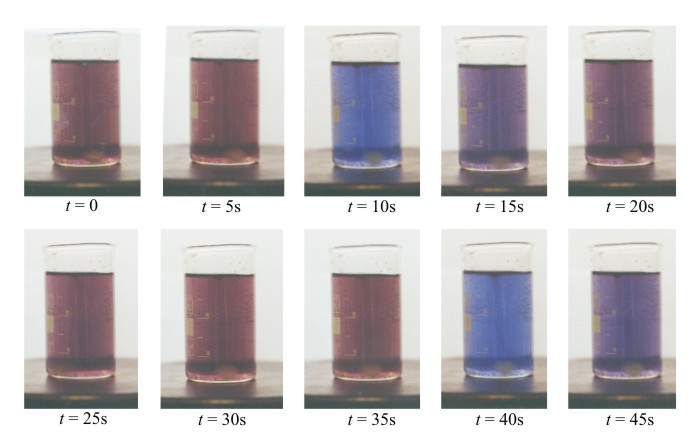
Зміна кольору реакційної суміші в реакції Бєлоусова — Жаботинського з фероїном

Реа́кція Бєлоу́сова — Жаботи́нського — клас хімічних реакцій, що протікають в коливальному режимі, при якому деякі параметри реакції (колір, концентрація компонентів, температура та ін.) змінюються періодично, утворюючи складну просторово-часову структуру реакційного середовища.
В даний час під цією назвою об'єднується цілий клас споріднених хімічних систем, близьких за механізмом, але розрізняються каталізаторами (Ce3+, Mn2+ та комплекси Fe2+, Ru2+), органічними відновниками (малонова кислота, броммалонова кислота, лимонна кислота, яблучна кислота та тощо) і окисниками (бромати, йодати та ін.) За певних умов ці системи можуть демонструвати дуже складні форми поведінки від регулярних періодичних до хаотичних коливань і є важливим об'єктом дослідження універсальних закономірностей нелінійних систем. Зокрема, саме в реакції Бєлоусова — Жаботинського спостерігався перший експериментальний дивний аттрактор в хімічних системах і була здійснена експериментальна перевірка його теоретично передбачених властивостей.
Історія відкриття коливальної реакції Б. П. Білоусовим, експериментальне дослідження її та численних аналогів, вивчення механізму, математичне моделювання, історичне значення наведені в колективній монографії.

## Історія відкриття

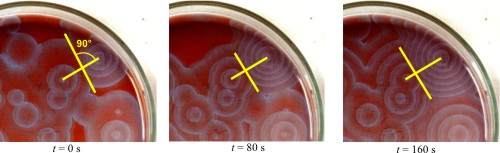
Деякі конфігурації, що виникають при реакції Бєлоусова — Жаботинського в тонкому шарі в чашці Петрі

Бєлоусов проводив дослідження циклу Кребса, намагаючись знайти його неорганічний аналог. У результаті одного з експериментів в 1951 році, а саме окислення лимонної кислоти броматом калію в кислотному середовищі в присутності каталізатора — іонів церію Ce3+, він виявив автоколивання. Перебіг реакції змінювався з часом, що проявлялося в періодичній зміні кольору розчину від безбарвного (Ce3+) до жовтого (Ce4+) і назад. Ефект ще більше помітний у присутності індикатора фероїну. Повідомлення Бєлоусова про відкриття була зустрінуте в наукових колах скептично, оскільки вважалося, що автоколивання в хімічних системах неможливі. Статтю Білоусова двічі відхиляли в редакціях радянських журналів, тому опублікувати результати досліджень коливальної реакції він зміг тільки в скороченому вигляді через 8 років у відомчому збірнику, що виходив невеликим тиражем. Згодом ця стаття стала однією з найбільш цитованих у цій галузі.
Подальший розвиток досліджень цієї реакції відбувся, коли професор Симон Ельєвич Шноль запропонував
молодому вченому Анатолію Жаботинському досліджувати механізм реакції. Від запрошення проводити спільні дослідження Білоусов відмовився, хоча висловлював задоволення тим, що його робота продовжена. Група Жаботинського провела детальні дослідження реакції, включаючи різні варіанти, а також створила першу математичну модель. Основні результати були викладені в книзі Жаботинського «Концентраційні коливання».
В 1969 році Жаботинський з колегами виявили, що якщо реагуючу суміш розмістити тонким плоским шаром, в ньому виникають хвилі зміни концентрації, які видно неозброєним оком у присутності індикаторів.
Зараз відомо досить багато реакцій типу Бєлоусова — Жаботинського, наприклад, реакція Бріггса — Раушера.

## Механізм реакції
Жаботинський запропонував перший механізм реакції і просту математичну модель, яка була здатна демонструвати коливальну поведінку. Надалі механізм був розширений і уточнений, експериментально динамічні режими, включаючи хаотичні, були теоретично розраховані і показана їх відповідність експерименту. Повний список елементарних стадій реакції дуже складний і складає майже сотню реакцій з десятками речовин та інтермедіатів. Досі детальний механізм невідомий, особливо константи швидкостей реакцій.
Біофізик Ворона Ю.С. відносить явище коливних хімічних реакцій до класу рефлексивних автоматів, котрі мають значення при формуванні живого на рівні морфогенезу, на рівні молекулярних рефлексивних автоматів.

## Значення відкриття реакції
Реакція Бєлоусова — Жаботинського стала однією з найвідоміших в науці хімічних реакцій, її дослідженнями займаються багато вчених і груп різних наукових дисциплін у всьому світі: математики, хіміки, фізики, біологи. Виявлено її численні аналоги в різних хімічних системах (див., наприклад, твердофазний аналог — високотемпературний синтез із самопоширенням). Опубліковані тисячі статей і книг, захищено багато кандидатських і докторських дисертацій. Відкриття реакції фактично дало поштовх до розвитку таких розділів сучасної науки, як синергетика, теорія динамічних систем та детермінованого хаосу.
Сама реакція стала наглядною моделлю класу рефлексивних автоматів (Ворона Ю.С., 1982, Теорія СІФО).